# Лерхе Герман Германович
Ле́рхе Ге́рман Ге́рманович (*1868 – †1963) —  політик і фінансист. У 1918—1919 роках обіймав посаду директора Кредитової канцелярії Міністерства фінансів Української Держави й Директорії УНР та був заступником міністра фінансів.

## Життєпис
У 1890 році закінчив Олександрівський ліцей у Санкт-Петербурзі. З 1891 року працював в Особливій канцелярії з кредитних справ Міністерства фінансів Російської імперії, а з 1895 — у Державному банку Російської імперії: спочатку як помічник керівника канцелярії, з 1897 – заступник директора Санкт-Петербурзької контори. Від 1901 року обіймав посаду чиновника з особливих доручень Канцелярії у справах установ імператриці Марії.
Під час Російсько-японської війни 1904–1905 років очолював 6-й летючий загін Червоного Хреста і був уповноваженим цієї організації при військах 1-го Сибірського корпусу. З 1905 року працював старшим інспектором Державного банку Російської імперії, мав звання статського радника та був гласним Санкт-Петербурзької міської думи та повітового земського зібрання. У 1906 році отримав титул камергера імператорського двору.
Крім того, він обіймав посади директора Російсько-перського гірничо-видобувного товариства, голови правління Товариства Лібавських залізоробних і сталеливарних заводів, а також був членом правління Товариства Санкт-Петербурзького вагонобудівного заводу. Був співзасновником і членом ЦК партії октябристів (1905), відповідав за фінансову підтримку партії та організацію виборчих кампаній. У 1907–1912 роках був членом Третьої Державної думи Російської імперії, де керував фінансовою комісією, що розглядала податкові й банківські питання. Одночасно з 1907 року був піклувальником дитячих притулків при Головному комітеті для збору пожертв на їхню користь.
Після Жовтневого перевороту 1917 року виїхав до України. За часів Української Держави (Гетьманату Павла Скоропадського) у травні-грудні 1918 року обіймав посаду директора Кредитової канцелярії Міністерства фінансів та був заступником міністра фінансів. Він також очолював Комісію з розрахунків із Росією на переговорах між Українською Державою та РСФРР. Лерхе продовжив працювати на посаді директора Кредитної канцелярії й за часів Директорії УНР. На еміграції оселився у Франції.
У 2001 році його будинок у Санкт-Петербурзі було включено до «Списку об’єктів, що становлять історичну, наукову, художню або іншу культурну цінність».